# Dollar du Suriname
Le dollar du Suriname (symbole : Sr$ ; code ISO 4217 : SRD ; en néerlandais : Surinaamse dollar) est la monnaie officielle du Suriname depuis le 1er janvier 2004. Il est divisé en 100 cents.
Le dollar du Suriname a remplacé le florin du Suriname avec la parité de 1 dollar pour 1 000 florins. C'est une monnaie à parité fluctuante dont le cours est fixé par la Banque centrale du Suriname.

## Évolution du taux de change
Le tableau suivant présente l'évolution du taux de change du dollar surinamais par rapport au dollar américain (USD) : 
| Période                                                | Taux de change |
| ------------------------------------------------------ | -------------- |
| Au 1er janvier 2004 : 1 SRD = 1 000 florins surinamais |                |
| Janvier 2005 - Janvier 2011                            | 2,70 SRD       |
| Janvier 2011 - 18 novembre 2015                        | 3,25 SRD       |
| 18 novembre 2015 - Avril 2016                          | 4 SRD          |
| Avril 2016 - 22 septembre 2020                         | 7,38 SRD       |
| 22 septembre 2020 - 1er juin 2021                      | 14,15 SRD      |
| 1er juin 2021 - Octobre 2022                           | 21 SRD         |
| 1er octobre 2022 - Avril 2023                          | 29,68 SRD      |
|                                                        |                |
| À partir d'avril 2023                                  | 37 SRD         |